# Цинодонтовые
Цинодонтовые (лат. Cynodontidae) — семейство лучепёрых рыб из отряда харацинообразных (Characiformes), из тропической Южной Америки. Эта группа не очень разнообразна и включает всего три рода и 8 видов. Самые крупные виды этого семейства длиной до 117 см.

## Внешний вид и строение
Цинодонтовые имеют удлиненную форму с серебристым или серым цветом и направленным вверх ртом. Некоторые виды выглядят «горбатыми». Названия (как научное, так и общепринятое) происходят от длинных и хорошо развитых «клыков», которые используются для того, чтобы пронзать свою добычу, главным образом других рыб. Их грудные плавники также расширены. Максимальная длина составляет 117 см.

## Распространение и места обитания
Эти рыбы живут в реках, озерах и затопленных лесах. Большинство видов этого семейства происходят из бассейнов Ориноко и Амазонки, а также рек Гвианы. Один вид, Rhaphiodon vulpinus, обитает южнее в бассейне рек Парана (Парагвай и Уругвай).

## Взаимодействие с человеком
Виды рода Hydrolycus служат объектами спортивной рыбалки. Представителей семейства также иногда содержатся в аквариумах.

## Классификация
- Cynodon
- Hydrolycus — Гидролики
- Rhaphiodon — Рафионодоны